# Monogatari

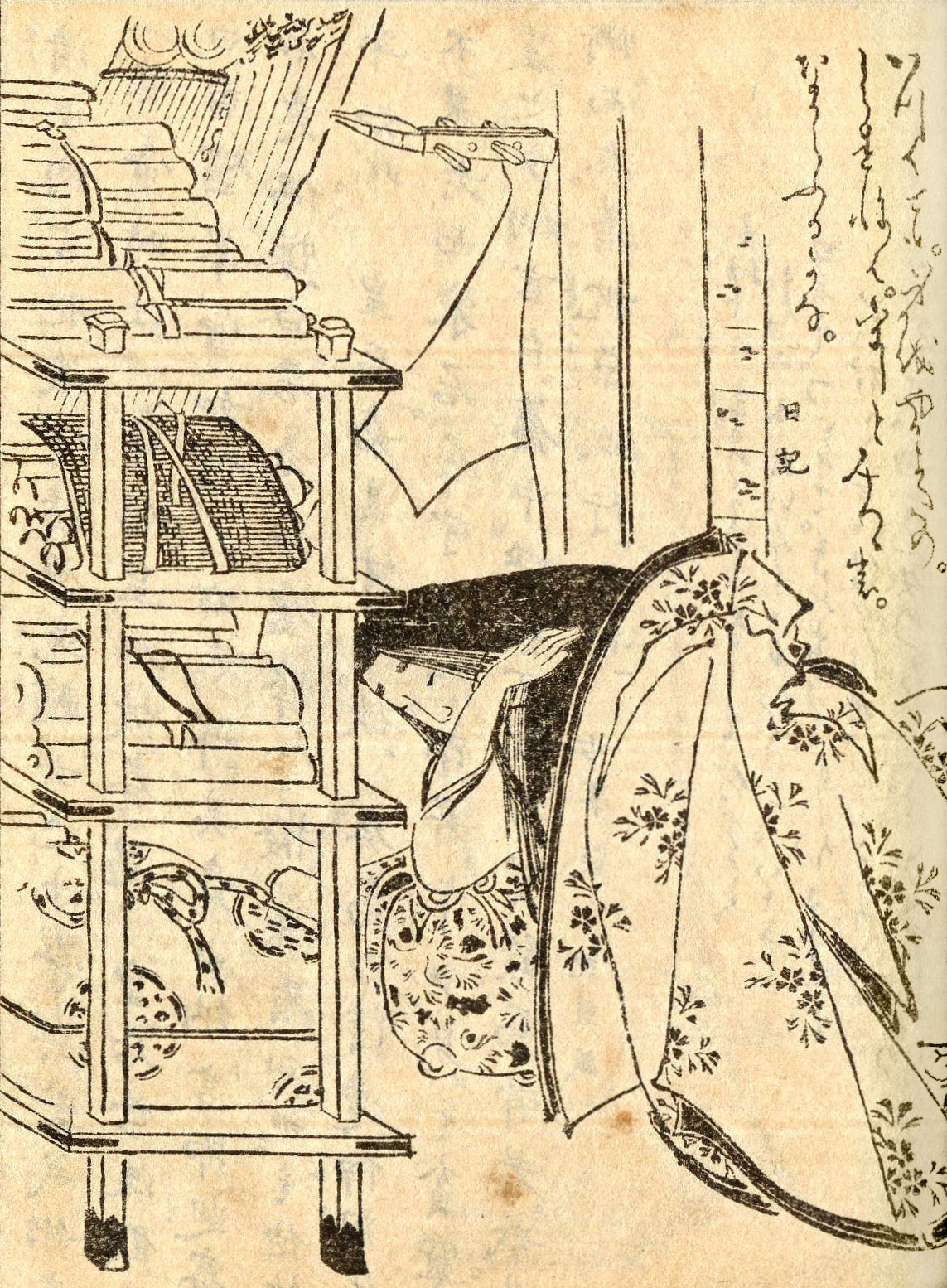
Murasaki Shikibu, El cuento de Genji (Tee Tae de Genji)

El monogatari (物語?) es un género de la literatura de Japón. Es una narrativa en prosa de gran extensión, comparable a la épica. Muchas de las grandes obras de ficción japonesas, tales como el Genji Monogatari; el Heike monogatari; o Hachikō Monogatari y Koneko Monogatari (Chatrán), pertenecen a este género.
Monogatari en japonés significa "historia" o "relato"

## Géneros
El género está subdivido en múltiples categorías dependiendo de su contenido:

### Denki-monogatari
Historias que se ocupan de acontecimientos fantásticos.
- Taketori Monogatari
- Utsubo Monogatari
- Hyakumonogatari Kaidankai

### Uta-monogatari
Historias extraídas de la poesía.
- Heichū Monogatari
- Ise Monogatari
- Yamato Monogatari

### Tsukuri-monogatari
Romances de la corte aristocrática.
- Genji Monogatari
- Hamamatsu Chūnagon Monogatari
- Ochikubo Monogatari
- Sagoromo Monogatari
- Torikaebaya Monogatari
- Tsutsumi Chūnagon Monogatari
- Yoru no Nezame

### Rekishi-monogatari
Cuentos históricos.
- Eiga Monogatari
- Ōkagami

### Gunki-monogatari
Cuentos de guerra.
- Gikeiki
- Heiji Monogatari
- Heike Monogatari
- Hōgen Monogatari
- Soga Monogatari
- Taiheiki

### Setsuwa-monogatari
Cuentos anecdóticos.
- Konjaku Monogatarishū
- Uji Shūi Monogatari

### Giko-monogatari
Imitaciones pseudo-clásicas de cuentos anteriores.
- Matsura no Miya Monogatari
- Sumiyoshi Monogatari

### Series modernas de ficción
Literatura moderna, anime, novelas ligeras y mangas también utilizan este forma:
- Bakemonogatari "historia de monstruos" (ver la franquicia de Nisio Isin)

- Hanamonogatari "historia de floración"
- Kabukimonogatari "historia paralela"
- Kizumonogatari "historia mercancía dañada"
- Koyomimonogatari "historia de Koyomi"
- Koimonogatari "historia de amor "
- Nekomonogatari "historia de gatos"
- Nisemonogatari "historia de impostores"
- Onimonogatari "historia de demonios"
- Otorimonogatari "historia de señuelo"
- Owarimonogatari "historia de finales"
- Tsukimonogatari "historia de espíritus malos"
- Zokuowarimonogatari "continuado historia final"

- Cinderella Monogatari "historia de Cenicienta"
- Gokinjo Monogatari "historia de barrio"
- Gokurakuin Joshikōryō Monogatari "Cuentos del dormitorio de la escuela de chicas Gokurakuin"
- Hyakumonogatari "cien historias"
- Perrine Monogatari "historia de Perrine"
- Pollyanna Monogatari "historia de Pollyanna"
- Teito Monogatari: Un recuento fantaseado de la historia de Tokio en todo el siglo XX.

## Influencia
Cuando la literatura Europea y otras más llegaron a conocerse en Japón, la palabra "monogatari" comenzó a ser utilizada en títulos traducidos al japonés de las obras extranjeras. Por ejemplo, Historia de dos ciudades es conocida como Nito Monogatari (二都物語 Lit. Historia de dos Ciudades?), Las mil y una noches como Sen'ichiya Monogatari (千一夜物語 Lit. Historia de Mil Noches?) y, más recientemente, el Señor de los Anillos como Yubiwa Monogatari (指輪物語 Lit. Historia de Anillos?) y Matar un ruiseñor como Arabama Monogatari (アラバマ物語 Lit. Historia de Alabama?).